# Shika kärnkraftverk
Shika kärnkraftverk (志賀原子力発電所 Shika genshiryoku hatsudensho?) är ett kärnkraftverk i Japan. 
Kärnkraftverket ligger i kommunen Shika och har två reaktorer. Det ägs och drivs av Hokuriku Electric Power Company.

## Efter Fukushimaolyckan
För att få återstarta reaktorer efter sina respektive periodvisa underhåll följande Fukushima-olyckan behöver de godkännas efter nya och strängare säkerhetsregler.
Det finns tio geologisk sprickbildningar i området för kärnkraftverket, varav en går direkt under reaktor 2 och det har blossat upp som en fråga för omstarten av den reaktorn om det går att utesluta att det kan finnas geologisk aktivitet i sprickorna. Ägaren Hokuriku Electric Power Company hävdar att det är ett geologiskt säkert läge och tillståndsmyndigheten genomför i november 2021 provborrningar på platsen för att bedöma läget.

## Reaktorer
| Namn      | Typ  | Först kritisk    | Kommersiell drift | Elektrisk effekt | Termisk effekt | Tillverkare |
| --------- | ---- | ---------------- | ----------------- | ---------------- | -------------- | ----------- |
| Shika - 1 | BWR  | 20 november 1992 | 30 juli 1993      | 540 MW           | 1 593 MW       | Hitachi     |
| Shika - 2 | ABWR | 26 maj 2005      | 15 mars 2006      | 1 206 MW         | 3 926 MW       |             |